# Hanna Walz
Johanna Walz, nata Kegel, detta Hanna (Templin, 28 novembre 1918 – Fulda, 17 dicembre 1997), è stata una politica tedesca, membro dell'Unione Cristiano-Democratica di Germania ed europarlamentare dal 1979 al 1984.

## Biografia

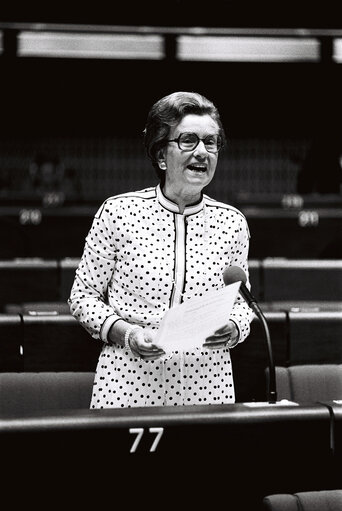
Hanna Walz al Parlamento europeo nel 1977

Nata a Templin, Hanna Kegel studiò presso il Gymnasium zum Grauen Kloster di Berlino e successivamente si laureò in scienze politiche e giurisprudenza. Tra il 1940 e il 1943 lavorò come assistente di ricerca presso l'Università Humboldt di Berlino e nel 1941 sposò il teologo Hans Hermann Walz, con il quale ebbe tre figli.
Fu assunta nella redazione del settimanale Deutsches Allgemeines Sonntagsblatt e nel 1948 conseguì il dottorato presso l'Università di Tubinga. Dal 1950 al 1954 lavorò come bibliotecaria per il Consiglio ecumenico delle Chiese e successivamente si trasferì a Fulda, dove intraprese la carriera politica.
Nel 1955 aderì alla CDU, venendo eletta tre anni più tardi all'interno del Landtag dell'Assia. Fu vicepresidente statale della CDU dell'Assia dal 1967 al 1979. Dopo essere stata rieletta nel 1962 e nel 1966, ottenne un seggio nel Bundestag, dove restò fino al 1980. Qui si impegnò particolarmente affinché venissero elette più donne, specie dopo gli esiti delle elezioni federali del 1972. Dal 1959 al 1979 fu per cinque volte delegata presso il Bundesversammlung.
Fu membro del Consiglio d'Europa e dell'Unione europea occidentale. Nel 1973 venne nominata al Parlamento europeo, dove venne poi eletta nella prima tornata del 1979. In seno all'assemblea, fu presidente della commissione per l'energia. Nel 1976 presentò un intervento sul tema dell'energia nucleare in cui auspicava l'introduzione di una "politica comunitaria sulla localizzazione delle centrali nucleari tenendo conto della loro accettabilità per la popolazione"; l'europarlamentare riteneva che le critiche al nucleare rappresentassero un ostacolo per la transizione energetica e sostenne che il dibattito sul tema fosse più uno scontro di convinzioni che uno scambio di opinioni.
Non fu candidata per le elezioni europee del 1984 e lasciò la politica attiva dopo il ritiro dal Parlamento europeo.
Hanna Walz morì nel mese di dicembre del 1997, all'età di settantanove anni.